# Robert Owen
Robert Owen (14 tháng 5 năm 1771 - 17 tháng 11 năm 1858) là một nhà xã hội không tưởng người Wales.

## Tiểu sử
Robert Owen sinh ngày 14 tháng 5 năm 1771 tại Newtown, Montgomeryshire, xứ Wales, trong một gia đình thợ thủ công bình thường. Cả cha và mẹ Owen đều làm thợ mộc đóng khung dệt. Cuộc đời của Robert Owen trải qua các thời kỳ của cuộc cách mạng công nghiệp ở nước Anh. Khi học hết tiểu học và học dở dang trung học, Owen tham gia vào việc kinh doanh vải, sau đó là chủ xưởng dệt.

## Cuộc đời
Năm 19 tuổi, ông trở thành chủ xưởng dệt ở Manchester. Năm 28 tuổi, Owen quản lý nhà máy dệt New Lanark (Scotland). Trong thời gian quản lý nhà máy (1797 - 1824), Robert Owen đã tham gia nghiên cứu kinh tế và chính trị học. Với khả năng trí tuệ nhạy bén và môi trường hoạt động, ông đã làm nhiều việc để cải thiện điều kiện lao động và đời sống của công nhân. Ông có những suy nghĩ sâu sắc về xã hội tư bản và những dự định cải tạo xã hội đó. Ông chuyển dần từ chủ nghĩa từ thiện sang chủ nghĩa xã hội không tưởng.

## Tác phẩm
- Báo cáo về xí nghiệp ở New Lanak (1812)
- Quan điểm mới về xã hội hay tiểu luận về nguồn gốc của sự hình thành đặc tính nhân loại (1814)
- Thế giới đạo đức mới (1844)
- Cách mạng trong ý thức và hoạt động của nhân loại (1849)
- Tự thuật cuộc đời của Robert Owen (1857)

## Tư liệu
- Welsh Biography Online

### Sách tiểu sử về ông
- Robert Owen. Life of Owen by himself (London, 1857)
- Robert Dale Owen. Threading my Way, Twenty-seven Years of Autobiography(London: Trubner & Co., 1874) - R. D. Owen was the son of Robert owen.

Sách về cuộc đời của ông:
- A. J. Booth. Robert Owen, the Founder of Socialism in England (London, 1869)
- G. D. H. Cole. Life of Robert Owen (London, Ernest Benn Ltd., 1925)
- Lloyd Jones. The Life, Times, and Labours of Robert Owen (London, 1889).
- A. L. Morton. The Life and Ideas of Robert Owen (London, Lawrence & Wishart, 1962)
- F. A. Packard. Life of Robert Owen (Philadelphia: Ashmead & Evans, 1866)
- Frank Podmore Robert Owen: a biography - Vol 1 (London: Hutchinson & Co., 1906).
- Frank Podmore Robert Owen: a biography - Vol 2 (London: Hutchinson & Co., 1906)).
- David Santilli. Life Of the Mill Man (London, B.T. Batsford Ltd, 1987)
- W. L. Sergeant. Robert Owen and his social philosophy  (London, 1860)
- Richard Tames. Radicals, Railways & Reform (London, B.T. Batsford Ltd, 1986)

### Các tác phẩm khác của ông
- Arthur Bestor, Backwoods Utopias, (University of Pennsylvania Press, 1950, second edition, 1970).
- R. E. Davies. The life of Robert Owen, philanthropist and social reformer, an appreciation  (Robert Sutton, 1907)
- R. A. Davis and F. J. O'Hagan, Robert Owen (London; Continuum Press, 2010)
- E. Dolleans. Robert Owen (Paris, 1905).
- I. Donnachie, Robert Owen. Owen of New Lanark and New Harmony (2000)
- Auguste Fabre. Un socialiste pratique, Robert Owen (Nìmes, Bureaux de l'Émancipation, 1896).
- John F. C. Harrison. Robert Owen and the Owenites in Britain and America: Quest for the New Moral World (New York, 1969).
- Alexander Herzen. My Past and Thoughts (University of California Press, 1982) - one chapter is devoted to Owen.
- G. J. Holyoake, The history of co-operation in England: its literature and its advocates - Vol 1 (London, 1906)
- G. J. Holyoake, The history of co-operation in England: its literature and its advocates - Vol 2 (London, 1906)
- The National Library of Wales. A bibliography of Robert Owen, the socialist (1914)
- H. Simon, Robert Owen: sein Leben und seine Bedeutung für die Gegenwart (Jena, 1905)